# Кіш Запорозької Січі
Кіш Запорозької Січі — центральний орган управління в Запорозькій Січі, що відав адміністративними, військовими, фінансовими, судовими та іншими справами. Кіш виник з часу заснування Січі (16 ст.) і зазнав тієї ж еволюції, що й сама Січ. Спочатку кіш був лише виконавчим органом, що обирався і контролювався військовою радою. За часів Нової Січі (1734—1775 рр.), коли компетенція козацької ради звузилася, кіш взяв на себе частину її функцій. В останні десятиріччя існування Січі кіш лише формально обирався військовою радою, а фактично призначався радою старшини.

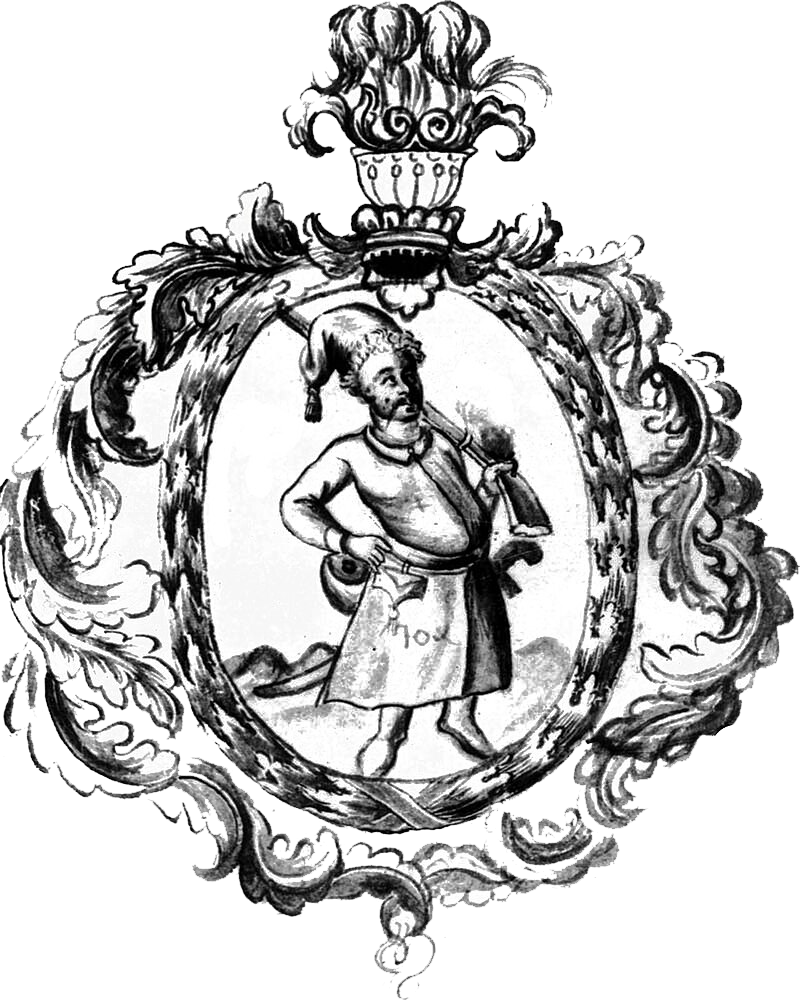
Герб Війська Запорозького з літопису Григорія Грабянки, що присвятив йому пісню (староукр.) "Войська Запорозького воїн знаменитий"

Також кошем називалось і все військове товариство запорозьких козаків, і козацький військовий табір, в якому знаходилася військова старшина на чолі з кошовим отаманом, що здійснювала управління всіма справами Війська Запорозького.
Кіш — місцезнаходження (ставка) кошового отамана; згодом назва закріпилася за козацькою столицею — Запорізькою Січчю, де розташовувалася постійна резиденція гетьмана (кошового отамана)
Термін «кіш», «кхощ» — тюркського походження і має декілька значень: а) головна квартира старшого чабана — отамана, який керував громадою власників десяти отар, в кожній з яких було по тисячі овець; б) тимчасове місце постою, військовий табір, головна квартира війська під час походу тощо.